# Hír TV
A Hír TV Magyarország első tematikus hír- és hírháttér televíziója. A „polgári nyilvánosság eszközeként” beharangozott csatorna 2003. január 2. óta sugározza adását a nap 24 órájában. Az Orbán-Simicska konfliktus után, miután 2018-ban a csatornát eladták a KESMA holdingnak, ismét kormánypárti propagandacsatornává vált, amelyik hírt hamisít és dezinformációt terjeszt. 2023-ban a Magyar Újságírók Országos Szövetsége is a folyamatos hírhamisítás miatt tiltakozott.
A televízió partneri viszonyt ápolt az azonos tulajdonosi körbe tartozó Magyar Nemzettel és Lánchíd Rádióval, egészen azok 2018-as megszűnéséig. A Hír TV önálló, fizetős csatorna, vagyis a szolgáltatók műholdról kapják a gyártótól a műsort, melyet saját csomagjaikban terjesztenek.
2019. április 1-jén az Echo TV beolvadt a Hír TV-be. A csatorna azóta a Hír TV nevét őrzi meg és az Echo TV eddigi székházát, stúdióit, műszaki hátterét használja. A műsorszerkezetet tekintve mind az eddigi Hír TV, mind az Echo TV műsorai között vannak olyanok, melyek megmaradnak az új Hír TV-n is.

## Története

### 2002–2006: A kezdeti évek
A televízió 2002. november 26-án került bejegyzésre 20 millió forintos alaptőkével, első próbaadását pedig 2002. december 2-án adta le. Rendszeres adásba a kábelszolgáltatókkal történt megállapodás után, 2003. január 2-án kezdett. Első vezérigazgatója Borókai Gábor, az első Orbán-kormány volt szóvivője, főszerkesztője pedig a Délmagyarország című lap élén álló Dlusztus Imre lett.
A cég alaptőkéjét 2003 februárjában – három új tulajdonos bevonásával – 20 millióról 376 millió forintra emelték. 2004 márciusában újabb tulajdonosváltás következett, a Hír TV felügyelőbizottságának tagja, Töröcskei István a Pro-Aurum Vagyonkezelő Rt.-vel és az Inforg Rt.-vel közösen 100%-os tulajdonrészt szerzett, és ezt követően távozott a cégtől Borókai, helyét egy rövid ideig Fazekas Csaba, majd 2004. október 27. óta Liszkay Gábor, a Magyar Nemzet tulajdonos-főszerkesztője vette át.
2003-ban a Hír TV stábja megkapta a Prima díjat elektronikus sajtó és a Prima Primissima díjat közönségdíj kategóriában. Ugyanezen év márciusában már mintegy 1,2 millió háztartásban volt fogható, 2007-ben ez a szám pedig már meghaladta a 2,1 milliót.
A 2006 szeptember 18-án történt MTV-székház ostromáról egyedüli tévécsatornaként élőben csak a Hír TV közvetített, melynek adását átvették a magyar adók, valamint a CNN, és a Reutersen keresztül a BBC, az EuroNews és a Sky News. A Hír TV riporterének, Császár Attilának tudósítását többen bírálták elfogultsága miatt. (Lásd a Kritikák és botrányok szakaszt.)

### 2007–2014
2007. március 15-én a Hír TV a Magyar Nemzettel közösen, Lánchíd Rádió néven új rádióadót indított.
Az első komolyabb arculatváltásra 2007. szeptember 3-án került sor, ami a műsorstruktúrában is jelentős változásokat hozott. Gajdics Ottó, a társaság akkori vezérigazgató-helyettese a megújulásról azt mondta: „Legfontosabb feladatunk, hogy nyomon kövessük a magyar társadalomban folyó változásokat. Mostantól a dömpingszerűen özönlő információkat rendezettebb formában tálaljuk majd, hogy sokkal könnyebben érthetővé váljanak a hírek összefüggései.” Ennek érdekében egy „sokkal szebb, modernebb arculatot” készítettek. Átalakult a reggeli műsorfolyam: a korábbi stúdióbeszélgetéseket felváltotta egy lényegesen hosszabb, informatívabb híradó, élő kapcsolásokkal. Az esti műsorsáv is nagymértékben megváltozott. Ekkor indult el többek között a Vonalban, a Rájátszás, a Civil kaszinó, a Lapzárta, a Paletta és a Panaszkönyv is.
2011. szeptember 5-én jött az újabb arculatváltás, az eddigiek mellett új, közéleti, gazdasági, külpolitikai és sportműsorokat is indítottak. Új műsorok: Globál, Bruttó, Ázsia, Retrográd, 10 perc, Ikon, Sportré, Stopper, Versus, Páholy. Ezek mellett a régi műsorok arculata is megújult. Számos műsor, így például a Híradó is új díszletet és főcímet kapott. A Hír TV főrendezője szerint a megújulás fő célja az volt, hogy a hírcsatornákra jellemző arculatot erősítsék. A feliratok olvashatóbbak, egyértelműbbek és letisztultabbak lettek, a logó lekerült a bal alsó sarokba, és egy egységet alkotott a hírsávval, de egyes dokumentumfilmek sugárzásakor megmaradt a jobb felsőben is. Néhány korábban futó műsor azonban lekerült a képernyőről, így szeptembertől a nézők már nem találkozhattak sem Borbás Máriával és az általa vezetett Értékmentés másként című, hungarikumokat bemutató sorozatával, sem Csintalan Sándor, Vonalban című betelefonálós műsorával.
A Hír TV 2014. március 17-én reggel 5 órától adását 16:9-es formátumban sugározza, leváltva a korábbi 4:3-as képarányt.
2014. június 5-én, a reklámadó bevezetése elleni tiltakozás részeként főműsoridőben, a 19 órás híradót megszakítva, negyedórára a Hír TV képernyője is elsötétült. A csatorna mintegy hatvan hazai médiummal közösen vett részt a tiltakozó akcióban.

### 2015–2018: A Fidesz-KDNP bojkott időszaka
Már 2014-ben cikkeztek róla sajtóorgánumok, hogy Orbán Viktor miniszterelnök és a Hír TV-t tulajdonló Simicska Lajos között megromlott az évtizedes jó viszony. Az üzletember február elején egy interjúban „totális médiaháborúról” beszélt.
2015. február 6-án lelkiismereti okokra hivatkozva nyújtotta be fel-, illetve lemondását Liszkay Gábor, a Magyar Nemzet főszerkesztője, a Hír Televízió elnöke, Gajdics Ottó, a Lánchíd Rádió főszerkesztője, Élő Gábor, az MNO főszerkesztője, Szikszai Péter, a Hír Televízió vezérigazgató-helyettese, Csermely Péter, a Magyar Nemzet főszerkesztő-helyettese és Szerető Szabolcs, a Magyar Nemzet főszerkesztő-helyettese. A lépés váratlanul érte Simicska Lajost: a hírre magából kikelve becsmérelte a felállt vezetőket, és trágár kifejezéssel illette magát a miniszterelnököt is.
A vezetők felmondása és Simicska Orbán Viktorra tett megjegyzése nyomán több műsorvezető és újságíró is távozott a tévétől és a vele egy portfólióba tartozó Magyar Nemzettől. A műsor fennállásának tizedik évfordulóján felmondott a rendkívül sikeres Célpont-stáb is, akik videoüzenetükben álltak ki a miniszterelnök mellett. A Célpont stábja – Bodacz Balázs időszakos stábtag kivételével – C-pont néven rövid ideig tovább folytatta oknyomozó műsorát az ellenzéki pártok ellen, melyhez a Napi Gazdaság, majd szeptember 1-jétől Magyar Idők néven biztosított a lap online felületet, míg mások rövid időn belül az MTVA hírtelevízióvá átalakított, így a Hír TV riválisává vált, „ellen Hír TV”-nek emlegetett új M1 csatornáján bukkantak fel (például Földi-Kovács Andrea, Szabó Anett). A Célpont egyik frontembere, Kisberk Szabolcs azonban főszerkesztőként kapott új állást a Jobbik párthoz köthető jobboldali radikális N1TV-nél.
Ugyanakkor korábbi MTVA-sok viszont a Hír TV-hez igazoltak, mint például Szöllősi Györgyi, D. Bányász Gergő, Veiszer Alinda, Farkas Krisztina és Reisz András. Emellett Kovács „Kokó” István ökölvívó is látható volt szeptembertől a televízióban, akinek helyét novembertől Horti Gábor vette át.
Március 14-én Kövér László fideszes házelnök ezek után a Hír Televíziót és a Magyar Nemzetet „ellenzéki orgánumoknak” nevezte. Néhány nappal később Rogán Antal arra szólította fel képviselőtársait, hogy lehetőleg ne nyilatkozzanak ezeknek a médiumoknak. A Fidesz hivatalosan ugyan nem hirdetett bojkottot a csatorna ellen, a kormánypárti vendégek azonban szinte teljesen eltűntek a Hír TV-ből. A döntést több jobboldali közéleti szereplő, értelmiségi is bírálta.
2015. szeptember 21-től a design mellett a műsorstruktúra is jelentősen átalakult: az élő adás már reggel 6 órakor kezdődött, a műsorzárás pedig a korábbi éjfél helyett éjjel 2 órára tolódott ki. Több új műsor is indult: 8 év után ismét jelentkezik a Reggeli járat. A három órás műsorfolyam híradókkal, időjárás-jelentéssel, lapszemlékkel és interaktív műsorelemekkel megszakított stúdióbeszélgetésekkel várja a nézőket. Korábban, már 18 órától jelentkezik a Magyarország élőben Szöllősi Györgyi és Bodacz Balázs vezetésével.
A 20 órakor induló esti sávban tovább nőtt a politikai háttérműsorok aránya:
- Hétfőnként napi és hetilapok vezetőinek szereplésével látható a Főszerkesztők klubja.
- Kedden Kovács „Kokó” István vezet Középkezdés címmel sport-politikai vitaműsort.
- Szerda este kerül adásba a Szabadfogás, amelyben közéleti szereplők csapnak össze a hét legfontosabb hírei kapcsán.
- Péntekről csütörtök estére került át a Csörte Bella Leventével és négy vendégével.
- Pénteken pedig a Mi lett vele? című, a rendszerváltás utáni évek meghatározó, de mára visszavonult politikusait bemutató portréműsorral jelentkezik Császár Attila.

Veiszer Alinda heti négyszer vezeti Alinda című műsorát, amelyben hétfőtől csütörtökig minden este 22:30-tól a művészvilág, a tudomány, a sport és a közélet szereplőivel beszélget aktuális témákról. Az arculatváltásból nem maradt ki a Híradó sem. Az új díszlet és az új főcímzene mellett esténként állandó hírolvasópárosok várják a nézőket.
A Híradó és a Magyarország élőben zenei elemeit és a Hír TV általános zenei témáit Gulya Róbert zeneszerző komponálta. A hazai televíziózásban egyedülálló módon a főbb zenei motívumokat nagyzenekar, a Budapest Symphony Orchestra játssza.
Az átalakulással együtt azonban több korábbi műsor is búcsúzott. Megszűnt az esti műsorsávban 2007 ősze óta futó Lapzárta, de lekerült a műsorról a Paletta, a Ring, a Galéria és a Zöld övezet is.
A szeptemberi megújulás utáni hónapokban még több új műsor indult, többek között a BBC Click helyett a BBC Travel Show-t sugározza a csatorna, míg saját gyártású műsorként az Életvonal és a Lelkünk rajta című műsorok indultak el.
2016 év elején a Riasztás című műsor új arculattal és meghosszabbított, 40 perces műsoridővel várja a nézőket. Emellett a Panaszkönyv című műsor is megújult formában, szintén 40 percben jelentkezik.
Szeptember 12-től, közel egy év szünet után ismét jelentkezik a Lapzárta, minden hétköznap 22:30-tól. Az Alinda című műsor ettől a naptól immár dupla adásidővel, hétfőtől péntekig 23 óra 5 perctől kerül képernyőre.
Október 14-től, másfél évnyi kihagyás után, megújult formában jelentkezik ismét a Hír TV egyik legkedveltebb oknyomozó műsora, a Célpont. Emellett még két új műsor indul: Kép-regény című portréműsorával jelentkezik csütörtök esténként Teszári Nóra, vasárnap este pedig Puzsér Róbert kritikus-publicista vezet Sznobjektív címmel közéleti „talkshow”-t.
2017. február végén felmondott a Riasztás című műsor teljes stábja, a távozók a konkurens Echo TV-hez szerződtek. A bűnügyi műsor április elejétől megújult formában jelentkezik, a korábbi műsorvezető, Kisléghi-Nagy Rudolf helyére az ATV-től érkező Péterfi Judit került.
2017. március 13-tól átalakult a csatorna esti műsorstruktúrája. A Magyarország élőben helyett minden hétköznap 18 órától a Newsroom című műsor jelentkezik a korábbinál több vendéggel, élő bejelentkezéssel, friss hírekkel. Külön blokkokban foglalkoznak a külpolitikai, belpolitikai és kulturális témákkal, amelyeket egy-egy vendéggel beszélnek át a műsorvezetők. Este fél 8-tól kezdődik Kálmán Olga műsora, az Egyenesen. A két műsor egymáshoz szorosan kapcsolódva egy 3 órás műsorfolyamot alkot.
2017 szeptemberében több új műsor is indult: 180 fok, Elmúlt8év, Peron, Privátszféra, Magyar exodus.

### 2018 április–november: Az átmeneti időszak
A 2018-as országgyűlési választások után a Hír TV-nél csoportos létszámcsökkentés kezdődött. A távozó munkatársak között volt Veiszer Alinda, Szöllősi Györgyi, Péterfi Judit és Pataky Enikő műsorvezető, Gulyás Ákos hírolvasó, D. Bányász Gergő belpolitikai főszerkesztő és M. Kiss Csaba főszerkesztő. Távozott Pauwlik László, a Hír TV Zrt. vezérigazgatója is. Sajtóinformációk szerint a leépítés összesen 30-40 főt érint, riporterek, külpolitikai szakértők, operatőrök, vágók, segédszerkesztők és más munkatársak is távoztak. A csatorna aznap kiadott közleménye szerint „a jelenlegi médiapiaci körülmények között”, a „hosszú távú, hatékony működés fenntartása érdekében” döntöttek a csoportos létszámleépítésről. Több műsor is az országgyűlési választásokkal egy időben szűnt meg, némelyik, így például az Alinda és a Privátszféra pedig május végén, június elején került le végleg a képernyőről.
2018. július 4-én közlemény jelent meg arról, hogy Simicska Lajos minden üzleti érdekeltségét, így a még megmaradt médiavállalkozásait is eladja. A vevő régi ismerőse és bizalmas üzlettársa, Nyerges Zsolt. A vételárat és a szerződések tartalmát üzleti titokra hivatkozva nem közölték.
2018. július 25-én közleményt adtak ki arról, hogy a Gazdasági Versenyhivatal jóváhagyásával végrehajthatóvá vált Nyerges Zsolt irányításszerzése a korábbi Simicska-érdekeltségek felett. Az új tulajdonosi döntésnek megfelelően ezen a napon megtörténtek a személycserék a Hír TV Zrt-ben. Pauwlik Lászlót nevezték ki ismét a csatorna vezérigazgatói posztjára. A társaság igazgatóságát megszüntették, Fonyó Károly eddigi elnök és Faragó Csaba eddigi vezérigazgató távoztak a csatornától.
2018. július 30-án nyilvánosságra került, hogy Liszkay Gábor visszatér a Hír TV-hez.
2018. augusztus 1-jén a Hír TV képernyőjén az alábbi közlemény jelent meg: "Friss. Műsorváltozás: Kálmán Olga és Csintalan Sándor  műsorait mától nem láthatják a Hír Televízió képernyőjén." Ezen a napon állt fel a TV új vezetése, több munkatársnak felmondtak (Nagy Zoltán hírigazgató, Tarr Péter vezérigazgató-helyettes, Bodacz Balázs műsorvezető, Zimon András szerkesztő, György Zsombor szerkesztő, Lampé Ágnes műsorvezető, Teszári Nóra műsorvezető). Önként távozott a csatornától többek között Reichenberger Dániel hírszerkesztő és Lukáts Péter kreatív kommunikációs igazgató. Augusztus végén távozott a csatornától Puzsér Róbert publicista, egyúttal megszűnt az általa vezetett Sznobjektív című műsor.

#### A Hír TV vezetői 2018. augusztus 1-jétől
Az új vezetésben többen is dolgoztak már a csatornánál, jellemzően a 2015-ös G-nap előtt. Répásy Bálint (korábban Magyar Nemzeti Kereskedőház Zrt.), Szikszai Péter (korábban Magyar Idők),  Korda Judit, Mentes Katalin (korábban Echo TV)-2021-ig. 2021-től Gajdics Ottó (KarcFM). Szakmai tanácsadóként Liszkay Gábor is részt vesz az operatív működtetésben (Mediaworks)

### 2018–: A KESMA részeként
2018. november 28-ig tíz médiavállalkozásban is többségi tulajdont szerzett a Közép-Európai Sajtó és Média Alapítvány (KESMA). A nonprofit médiaholdinghoz a Hír TV Zrt. is csatlakozott.
2019. január 22-én megkezdték a Hír TV és az Echo TV működésének összehangolását, erről körlevélben tájékoztatta a Hír TV munkatársait Répássy Bálint, a csatorna vezérigazgatója. Kezdésként a hírigazgatóságok munkáját vonták össze, amelynek „első lépése a közös gyártás technikai, műszaki és alkotói feltételeinek kialakítása, valamint a rendszerek tesztelése”.
2019. február 21-én bejelentették, hogy folytatódik a Hír TV és az Echo TV működésének összehangolása. A dolgozók egy részét átküldték az Echo TV Angol utcai székházába, ahol együtt készítették mindkét csatorna hírműsorait. Más munkatársak, nagyjából 20-40 ember – köztük vágók, operatőrök, riporterek – rendelkezési állományba került.
2019. március 18-án közleményt adott ki a KESMA, amely szerint áprilistól beolvad a Hír TV-be az Echo TV. Március 29-étől a csatorna fokozatosan kiürítette addigi, Szentendrei úti székházát. Március 31-én a késő esti híradó után a régi Hír TV munkatársai gyertyagyújtással emlékeztek a hazai hírtelevíziózásra. Április 1-től az Echo TV műsorszolgáltatása megszűnt és a csatorna főbb műsorai a Hír TV-n lettek elérhetőek. A 2019. március 18-i közlemény szerint "a Hír TV értékrendje, profilja változatlan marad, ugyanakkor a beolvadásban rejlő lehetőségeket kihasználva a műsorszolgáltatás színesebb, tartalmasabb, jobb technikai színvonalú lesz".
2021. szeptember 13-án új arculatot és sávos műsorstruktúrát kapott a csatorna, ekkor hat új műsor is indult (Radar, Mozaik, Vezércikk, Paláver, Napi aktuális, Magánterület), új műsorvezetők érkeztek, megújult a Híradó és a Csörte, a Keménymag és a Troll című műsorok egybeolvadtak, továbbá egy új csatornahang, Mészáros Martin érkezett a csatornához. Ezzel egyidőben több műsor is lekerült a képernyőről (részben az adott műsor átalakulása/névváltása miatt), mint például a Magyarország élőben, a Plusz-Mínusz vagy a Paletta. 2022-ben négy új műsor is indult: a Háború Ukrajnában, ami minden hétköznap kétszer jelentkezik, a Párbaj – a hét csörtéje, a Zsuzsi asztala, valamint a Pesti TV-ről átköltözött Politikai hobbista. 2023. január 9-én megújult a Híradó stúdióképi világa, továbbá a Napi Aktuális arculata és stúdiója, és új műsor is indult Napindító címmel, ezzel a Mozaik megszűnt.
2023. szeptember 25-én megújult az időjárás főcíme. 2024-ben újraindult a Csörte. 2025 elején új műsorok indultak, mind a Lelátó, Szaldó, Jard, Pikk, Front és újabb műsorok indultak újra a Hír TV-n, mint a Riasztás, Civil kör és Háttérkép, a Jeszenszky Zsolt által vezetett Trump vagy Harris? című műsort Donald Trump hivatalba lépése után már csak Trump-nak nevezik.

## Politikai, közéleti kötődése

### 2003–2015
Az alapítók, a tulajdonosok, a vezetői réteg és az újságírók köreiben sok, önmagát jobboldaliként definiáló, főleg a Fidesz és a KDNP pártokhoz köthető személy tűnt fel, például Kurucz Éva műsorvezető, aki 2014-ben a Fidesz kormányszóvivője lett, vagy Krakkó Ákos riporter, akit 2010-ben neveztek ki a Fidesz frakció, majd 2014-ben a Miniszterelnökség sajtófőnökének. A korai Hír TV ikonikus alakja volt Bayer Zsolt, Fidesz-alapító újságíró, publicista is, aki magára többször is a „Fidesz ötös számú párttagkönyvének tulajdonosaként” hivatkozott.
Borókai Gábor, az első Orbán-kormány egykori szóvivője 2003-ban a HírTV elnökeként arra a kérdésre, hogy a csatorna a jobb vagy a baloldalhoz sorolja-e magát, azt nyilatkozta: „Mi konzervatív értékrendet képviselő televízió vagyunk. Nem szeretem a jobboldal, baloldal besorolást. Értelmetlen. A jobboldali és baloldali fogalmak iskolai tipizálása szerint a jobboldali retrográd, maradi, fejlődésre képtelen, bűnös, míg a baloldali haladó, humánus és értékes.”

### 2015–2018
A korábbi tulajdonos Simicska Lajos, a Fidesz egykori pénztárnoka és Orbán Viktor miniszterelnök egykori egyetemi kollégiumi szobatársa volt. 2015 februárjában kapott médianyilvánosságot a kettejük között megromlott viszony, amikor Simicska trágár kifejezéssel illette a miniszterelnököt. A botrány kirobbanásának napján a televízió korábbi vezetése testületileg felmondott, majd a következő hetekben több más ott dolgozó újságíró is elhagyta a televíziót. A leghangosabb médiavisszhangot a Célpont című oknyomozó műsor stábjának felmondása váltotta ki.
2015 tavaszán a Fidesz vezető politikusai bojkottot hirdettek a televízió ellen, így egészen 2018-as tulajdonosváltásáig a Fidesz-KDNP színeiben tevékenykedő politikusok nem fogadták el a csatorna meghívásait hírháttér műsoraikba, és riportereiknek, helyszíni tudósítóiknak gyakran a bojkottra hivatkozva kitérő válaszokat adtak.
A televízió 2015 szeptemberi tartalmi-arculati megújításakor az új vezetőség szerint a Hír TV a „szabadság kis szigete” lett, ahol kiteljesedhet az újságírás, mert már szóba állhatnak olyanokkal is, akik eddig ki voltak tiltva a csatornából. Tarr Péter tartalomért felelős vezérigazgató-helyettes a megújulás okán rendezett sajtótájékoztatón elmondta, hogy megújult műsorkínálatukkal új nézőbázist szeretnének bevonzani. Az új vezetésnek – elmondásuk szerint – szándékuk „lebontani azt a gettót, amit az előző vezetés épített a tévé köré”. Tarr Péter a megújulás után a Kreatívnak adott interjúban azt mondta: „Korábban ez a televízió ezer szállal a kormánypártokhoz köthető médium volt. A kormány kommunikációjáért felelős emberek heti rendszerességgel jártak be eligazítani a vezérkart.” A Fidesz-kormány az interjún elhangzottakra reagálva azonban határozottan visszautasította, hogy korábban „kézivezérelték” volna a Hír TV-t.
A megújulás óta több baloldalhoz köthető újságíró, műsorvezető és szerkesztő is a csatornához igazolt, például Veiszer Alinda, akit sokan bíráltak új munkahelye miatt, ő azonban a Magyar Narancsban így nyilatkozott erről: „Nagyon jó dolognak tartom, ha összekeveredik a jobb- és a baloldal, és nem szekértáborokban gondolkodunk.” Ebben az időszakban beszélgetős műsoraikba rendszeresen hívták be a baloldaliként titulált médiumok főszerkesztőit, újságíróit is (pl. Index, Népszabadság). Az új, Szabadfogás című közéleti vitaműsor 2015 szilveszteri adásába Havas Henriket is meghívták, melyet a közönség a televízió Facebook oldalán megosztottan, egyesek „történelmi pillanat”-nak minősítve fogadták.
2016. december 17-én az Index írta meg elsőként, hogy a konkurens ATV csatornától hamarosan átmegy Kálmán Olga, aki 2003 óta vezette az ATV Egyenes Beszéd című műsorát. A hírportál információi szerint a műsorvezető korábban már több tévétársasággal is felvette a kapcsolatot, váratlan felmondásával viszont kész helyzet elé állította munkaadóit, emiatt valószínű, hogy a Hír TV-vel már régebb óta tárgyalt. Az átigazolás oka – a nyilatkozatok szerint – nem anyagi jellegű volt. Az átigazolás eredményeként 2017 márciusában indult el Kálmán Olga új beszélgetős műsora a Hír TV-n, az Egyenesen.

### A 2018. országgyűlési választásokat követően
Simicska Lajos tulajdonos a választásokat követően, 2018. április 10-én jelentette be a társmédiumok, a Lánchíd Rádió és a Magyar Nemzet megszüntetését, finanszírozási okokra hivatkozva, valamint a csatornánál is létszámleépítés kezdődött. Júliusban végül megvált a televíziótól is, azt egykori üzlettársának, Nyerges Zsoltnak adta el, aki a Simicska-Orbán szakítást követően is közismerten jó kapcsolatot ápolt a miniszterelnökkel.
2018. augusztus 1-jén a tulajdonosváltás okán lecserélődött a csatorna teljes vezetése. A tulajdonos Liszkay Gábort bízta meg a csatorna szakmai koordinálásával. Szikszai Péter a Hír TV régi-új vezérigazgató-helyettese bejelentette: visszatérnek a régi értékekhez, és ott folytatják, ahol 2015-ben a G-nap előtt abbahagyták. Elmondta: a tulajdonosváltással és az új menedzsmenttel együtt visszatérnek a polgári, konzervatív értékek és az a céljuk, hogy visszaadják a tv-t a jobboldalnak.
Még aznap, az esti főműsoridőben a korábbi Magyarország élőben c. műsor ment (Kálmán Olga műsora, az Egyenesen helyett) egy korábbi műsorvezetővel, Földi-Kovács Andreával, akinek első vendége Kocsis Máté Fidesz-politikus volt. Akkor véget ért a három évig tartó Fidesz-KDNP bojkott a Hír TV-vel szemben.

## Elérés és nézettség
A Hír TV – az ország túlnyomó többségét lefedő kábeltársaságokkal (UPC, T-Kábel, FiberNet, Antenna Hungária) együttműködve leginkább az alapcsomagban jut el az előfizetőkhöz. 2002-es indulása óta a hírcsatornának sikerült az országban a kábeltelevízióval ellátott háztartások 99%-át elérni. Ennek következtében napjainkban a magyar lakosság 2 900 000 háztartásában nézheti a Hír TV műsorát, amin felül a határon túli magyar lakta vidékeken is fogható a televíziós csatorna. Erdélyben mintegy 175 000 kábeltelevízióval ellátott háztartásba jut el a műsoruk. Az AGB Nielsen Media Research felmérései alapján a televízió 2 900 000 háztartásban van jelen, ami több mint 4 500 000 ember elérhetőségét teszi lehetővé. A napi átlagos elérés (RCH) 1 100 000–1 250 000 fő. A heti átlagos elérés (RCH) 2 400 000–2 650 000 fő.
A Hír TV az AGB Nielsen Media Research közönségmérését veszi igénybe, de csak egész napra vonatkoztatva méreti nézettségét, fő műsoridőre nem (vagy a mérés nem nyilvános). 2013 szeptemberében a teljes népességből átlagosan 1,3%-nyi, a 18–49 évesek körében 0,8% volt a nézettség. Megjegyzendő, hogy a teljes népesség körében a csatornatípusok közötti nézettségi megoszlás arányában a hírcsatornák (ATV, EchoTV, Euronews (magyar), HírTV, P+) közönségaránya eleve alacsony: 2014-es és 2015-ös Nielsen adatok szerint csupán 3,4–3,6%. A csatorna nézői átlagosan naponta 34–48 percet töltenek el (ATS) a csatorna adása előtt. A döntéshozók, véleményvezérek (ATS) értéke átlagosan 52 perc. A rendszeres nézők legnagyobb hányadát a 35 és 50 év közötti AB státuszú, magasabb iskolázottsággal rendelkező lakosok adják.
A televízió 2015-ös tartalmi és arculati megújításakor a vezetők elmondták, hogy szándékuk az év végére megduplázni a nézettséget és növelni a fiatal nézők arányát. Elmondásuk szerint 2015 nyarán, az ún. migránsválság miatt megnőtt a lakosság hírérzékenysége, híradóik és élő tudósításaik pedig egyes időszakokban többször is lekörözték az állami hírcsatorna, az M1 híradójának nézettségét.
A csatorna nézettségi adatait első alkalommal 2018 májusában hozták nyilvánosságra. Ezek szerint a csatorna közönségaránya 2015 áprilisában 1%  volt. Ez az adat 2018 áprilisára  2,7%-ra  növekedett, vagyis közel megháromszorozódott a nézettségük a 18 évesek és annál idősebbek körében. A 2011 óta rendelkezésre álló nézettségi adatok szerint ez volt a csatorna eddigi legnézettebb hónapja. A Hír TV műsoraival 2018-ban január 1. és április 30. között naponta átlagosan 1 millió 163 ezer nézőt ért el. Úgy tervezték, hogy a csatorna 2021. január 31-től kikerül a Direct One kínálatából, helyét a Pesti TV veszi át, ám végül továbbra is elérhető maradt, a Pesti TV pedig új csatornaként került be a kínálatba.
|                                     | 2019   | 2020   | 2021          | 2022          | 2023   | 2024  |
| ----------------------------------- | ------ | ------ | ------------- | ------------- | ------ | ----- |
| Egész nap                           | 1,0%   | 1,2%   | 1,3%          | 2,1%          | 2,2%   | 1,8%  |
| Főműsoridő (18:30–22:00)            | 1,0%   | 1,1%   | 1,2%          | 1,8%          | 1,8%   | 1,5%  |
| Forrás:                             | [ 82 ] | [ 82 ] | [ 83 ] [ 84 ] | [ 85 ] [ 86 ] | [ 87 ] | [ 1 ] |
| Teljes lakosság (4+), Live+Playback |        |        |               |               |        |       |

### Közösségi média
A 2015 szeptemberi megújulás óta a nézettség változásáról még nem tudni hivatalos információkat, de a televízió Facebook-oldala 2016. április 12-én átlépte az 50 ezer követőt, vagyis a szeptemberi állapothoz képest ötszörösére nőtt a rajongók száma a közösségi oldalon. 2017 szeptemberére a csatorna követőinek száma meghaladta a 190 ezret.

## Arculat
[[Fájl:A Hír TV adásgrafikája.png|thumb|420px|A Hír TV teljes grafikája 2015. szeptember 21-től 2019. március 31-ig, rajta a [[* Rendkívüli hírek (Hír TV)

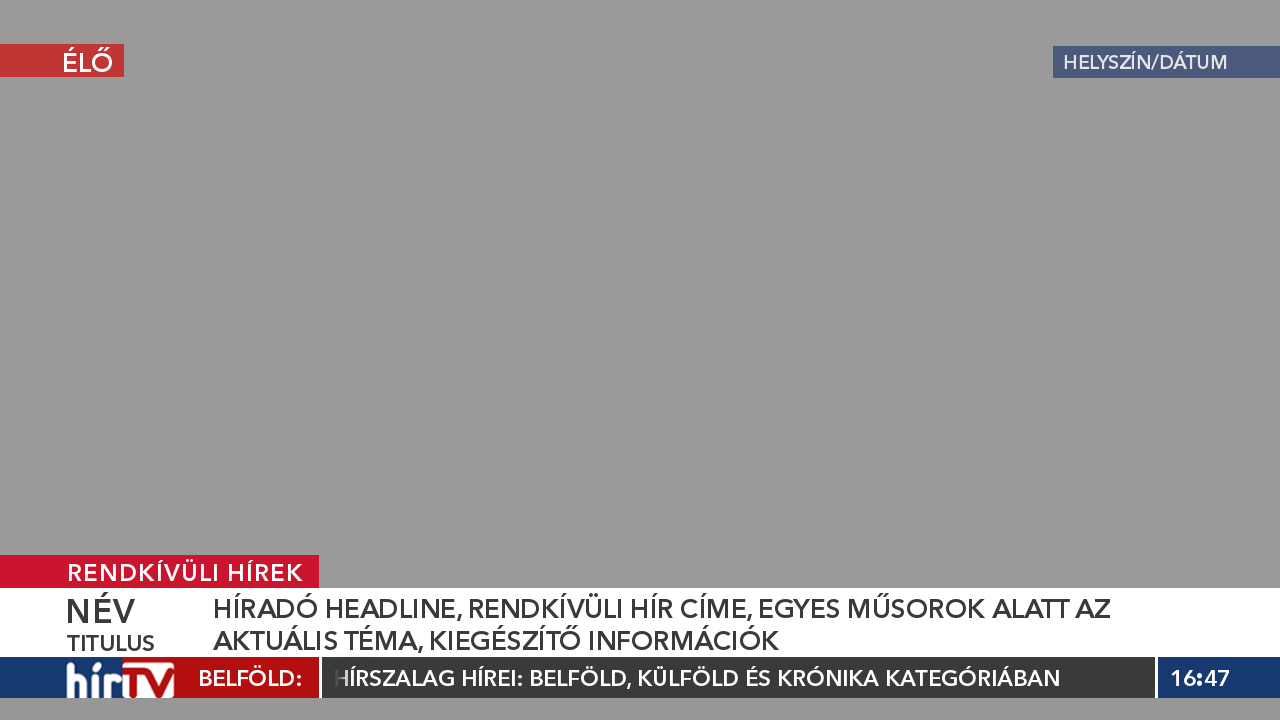
A Hír TV teljes grafikája 2015. szeptember 21-től 2019. március 31-ig, rajta a [[* Rendkívüli hírek (Hír TV)
|Rendkívüli Hírek]] jelölésével és a jellemző feliratokkal. A csatorna az Avenir Pro betűtípuscsaládot használta.

|Rendkívüli Hírek]] jelölésével és a jellemző feliratokkal. A csatorna az Avenir Pro betűtípuscsaládot használta.]]A csatorna arculata 2005. március 11-én újult meg először: ekkor született meg a 10 évig használt logó is.
2015. szeptember 21-től a Hír TV megújult arculattal, változatos műsorszerkezettel és új műsorvezetőkkel jelentkezett. Az arculatváltás kiterjedt a logóra, a grafikai elemekre, a főcímekre, a zenékre, a stúdiókörnyezetre és a műsorvezetők megjelenésére is.

### Csatornahangok
A csatorna jelenlegi hangja Mészáros Martin, korábban 2011-től 2015-ig Gyurity István énekes, színművész, 2015-től 2019-ig Nagy Sándor újságíró, televíziós műsorvezető, majd 2019-től 2021-ig Crespo Rodrigo volt.

## Kritikák és botrányok

### Közvetítés a 2006. évi őszi tüntetésekről és zavargásokról
Az MTV-székház ostromáról egyedüli tévécsatornaként élőben csak a Hír TV közvetített, melynek adását átvették a magyar adók, valamint a CNN, és a Reutersen keresztül a BBC, az EuroNews és a Sky News.
A Hír TV szerkesztő-riportere, Erdélyi Ákos (ma már a Hír TV-ből a Simicska-botrány miatt távozó Liszkay Gábor-féle Karc FM angol hírblokkjának műsorvezetője) élőben közvetítette elsőként a brit BBC több tévécsatornáját, később pedig a CNN-nek is folyamatosan tudósított az őszi magyar eseményekről. Az ő közreműködésével készült a CNN riporterének, Nic Robertsonnak Gyurcsány Ferenccel készített botrányos interjúja is, amit számos magyar csatorna átvett.
A Hír TV riporterének, Császár Attilának tudósítását (amiben a székházat megrohamozó tüntetőket többek között forradalmárokként írta le, és az eseményeket az 1956-os forradalomhoz is hasonlította) többen bírálták elfogultsága miatt. Az ORTT több televíziós közvetítéssel kapcsolatban hatósági ellenőrzést rendelt el.
Az MTV-székház ostromát közel egymillió magyarországi néző látta élőben. Az épületből utóbb kitiltották a Hír TV stábját az ostrom elfogult közvetítésének vádjával, amit azonban a Hír TV vezetése közleményében a leghatározottabban visszautasított.

### Újságíróival szemben elkövetett atrocitások
- A televízióban betelefonálós műsort vezető Csintalan Sándor fején és kezén nyolc napon belül gyógyuló sérüléseket szenvedett és kórházba került, amikor 2007. december 11-én négy támadó, óbudai mélygarázsában csövekkel összeverte. A támadást a magát Magyarok Nyilai Nemzeti Felszabadító Hadseregnek nevező szélsőjobboldali szervezet vállalta magára.[92]
- 2008. március 17-én Veres János pénzügyminiszter ellökte a Hír TV riporterét, Császár Attilát. Veres Jánosnak és az adónak nem ez az első konfrontációja, néhány hónappal korábban lefejelte a televízió kameráját. (Más megfogalmazásban folyosói sétálás közben a Hír TV végig olyan zavaróan közelről kamerázta, hogy egy pillanatban Veres János lehajtott feje nekikoccant a kamerának.)[93] Másnap a két tudósító bukósisakban és láthatósági mellényben jelent meg Veres János sajtókonferenciáján. A miniszter kikötötte, hogy a csatorna kamerája nem mehet hozzá közelebb 5 méternél.[94]
- 2008. augusztus elején botrány robbant ki a Hír TV Célpont című műsorának riporterei körül. A tényfeltáró-oknyomozó magazin birtokába került hangfelvételek szerint másfél millió forintot ajánlottak egy büntetett előéletű férfinak, hogy rejtsen el kábítószert Kisberk Szabolcs és Krakkó Ákos autójában. A jelenleg nyomozati fázisban lévő ügynek Veres János volt pénzügyminiszter és Draskovics Tibor igazságügyi és rendészeti miniszter, valamint Helmeczy László ügyvéd is érintettje.
- 2014. október 26-án, az internetadó bevezetése elleni tüntetések során több alkalommal érte atrocitás a csatorna munkatársait. Az internetadó elleni tüntetők egy része este 7 óra után a Fidesz Lendvay utcai székházához vonult. Az ott zajló eseményekről élőben tudósító stábot többször inzultálták: Császár Attila riportert lökdösték, sörrel és vízzel leöntötték, illetve megrongálták a stáb technikai berendezését, ami miatt végül egy időre meg kellett szakítani a helyszíni közvetítést.[95]
- 2014. december 4-én este a Vida Ildikó NAV vezérigazgató távozásáért tüntetők Szaplonczai Laura riportert egy síppal fütyülték ki élő tudósításában.[96] Egyesek már a tüntetés internetes szerveződése során több portálon a Hír TV-s tudósítók felpofozására és felgyújtására buzdítottak.[97]
- 2015 novemberében az Országos Roma Önkormányzat mohácsi közgyűlésének szünetében támadt rá az egyik képviselő lánya a Hír TV technikusára. A nő először a stáb kamerája felé ütött, majd a segédoperatőrt gyomorszájon vágta. Az ügyészség garázdaság miatt emelt vádat az ügyben, majd 2016 júniusában a bíróság 250 ezer forintra büntette a vádlottat, aki fellebbezett az elsőfokú ítélet ellen.[98]

### Hírmanipulációk
- 2023. július 17.-én hajnalban támadás érte a Krímet az orosz szárazfölddel összekötő, a Kercsi-szoros feletti orosz hídat (két ember halálát okozva), amelyet a Hír TV „Győzelmi mámorban úsznak az ukránok a Kercsi-híd felrobbantása után” szalagcímmel közölt.[99] A narráció közben egy olyan videóbejátszást is bemutattak, amelyben éneklő tömeg ünnepel egy szórakozóhelyen. Valójában egy 2016-os felvételen a Wigan Athletic FC szurkolói ünnepelték csapatuk feljutását másodosztályba, többek között köszönhetően a Wigan csatár Will Grigg gólkirályi címének. A HírTV-s összeállításban hallható "Will Grigg's on fire" dal is, amit a szurkolók a "Freed from Desire" '90-es évekbeli diszkósláger dallamára énekeltek (a narrátor szerint a dalszövegben szerepelt a "Felrobbant a kercsi híd, borzasztó az oroszok védelme" szövegrész is). Az összeállítást aznap több alkalommal is megismételték. A Hír TV tévedéséről az Egyesült Királyságban elsőként Daily Mail bulvárújság írt,[100] de pár nappal később az egész brit sajtót körbejárta az eset.[101] Később a Hír TV egy munkatársa írásbeli figyelmeztetést kapott, egy másikat pedig kirúgott a csatorna.[102] A Médiahatóság – két állampolgári bejelentés után – vizsgálatot indított, hogy alkalmas volt-e a riport az ukránok elleni gyűlöletkeltésre,[101] de nem indított közigazgatási hatósági eljárást.[103][104]

### Interjúk
- 2004. október 17.-én Orbán Viktorral készült – előzőleg felvett – interjúban a Fidesz privatizációs népszavazásra tett kezdeményezéséről volt szó, amelyben Orbán arra a kérdésre válaszolt: mi történik, ha sikertelen lesz a népszavazás. A Fidesz elnöke erre azt felelte a Népszabadság szerint: nem hiszi, hogy kudarcba fullad a kezdeményezésük. Ha mégis rosszul mérték fel az emberek véleményét, akkor el kell gondolkodni azon, hogy mit keres ezen a terepen, és le kell vonnia a konzekvenciákat.[105] Az adásba nem került be ez a rész. Az interjú csonkítása miatt az interjút készítő Kóczián Péter lemondott pozíciójáról, és távozott a HírTV-től. Szerinte "ez egy releváns mondat volt. Ha Orbán Viktor szövegébe bele lehet nyúlni, akkor mindenkiébe. Akkor pedig mi különbség van egy PR-anyag és az újságírói teljesítmény között".[106] Állítása szerint az ominózus mondatot Gajdics Ottó vezérigazgató-helyettes vágta ki (Kóczián elmondta, korábban két alkalommal is előfordult, hogy belenyúltak az anyagába).[106]
- 2023. augusztus 21.-én a Napi Aktuális adásban a csatorna új arcaként bemutatkozó Pálffy István Márky-Zay Péterrel készített élő interjúban – amelyben kiállásról volt szó társadalmi illetve üldözött csoportok mellett – a műsorvezető egy másik példát is felhozott, miszerint "bizonyos türelemmel kétségkívül kell lenni egy olyan betegség felé, iránt, mint a pedofiloké." Ezt Márki-Zay elutasította, és mondta, hogy "egy tömeggyilkos is lehet beteg, de ettől még nem kell türelmet tanúsítani a tömeggyilkossággal". Pálffy szerint "[a tömeggyilkosság] is egy mentális betegség". Márki-Zay szerint nem kell türelmesnek lenni tömeggyilkosokkal és pedofilokkal szemben sem. Pállfy a vitát lezárva azt mondta, hogy „nem is azt mondom, hogy kizárólag türelmesnek kell lenni, én azt mondom, hogy nem lehet szembeállítani egy másik csoporttal."[107][108][109] Az interjút követően másnap a Hír TV Pállfy-val azonnali hatállyal szerződést bontott,[109][110] a műsor aznapi vezetését M. Dobos Marianne vette át.[111]